# يوليوس واتكينز
يوليوس واتكينز (بالإنجليزية: Julius Watkins)‏ هو عازف جاز أمريكي، ولد في 10 أكتوبر 1921 في ديترويت في الولايات المتحدة، وتوفي في 4 أبريل 1977 في نيوجيرسي في الولايات المتحدة.

## وصلات خارجية
- يوليوس واتكينز على موقع ميوزك برينز (الإنجليزية)
- يوليوس واتكينز على موقع أول ميوزيك (الإنجليزية)
- يوليوس واتكينز على موقع ديسكوغز (الإنجليزية)